# 85 (număr)
85 (optzeci și cinci) este numărul natural care urmează după 84 și precede pe 86 într-un șir crescător de numere naturale.

## În matematică
85:
- Este produsul a două numere prime, 5 și 17.
- Este un număr semiprim.[1][2]
- Împreună cu 86 și 87 formează al doilea șir de trei numere biprime consecutive.
- Este un număr octaedric.[3][4]
- Este un număr platonic.[5]
- Este un număr Smith.[6][7]
- Este un număr Størmer.[8][9]
- Este un număr centrat triunghiular.[10][11]
- Este un număr centrat pătratic.[10][12]
- Este un număr decagonal.[13][14]
- Este cel mai mic număr care poate fi exprimat ca sumă a două pătrate⁠(d), cu ambele pătrate mai mari ca 1, în două moduri: 85 = 92 + 22 = 72 + 62.[15]
- Este lungimea ipotenuzei a patru triplete pitagoreice.

## În știință
- 85 este numărul atomic al astatinlui.

### În astronomie
- Messier 85 este o galaxie lenticulară cu o magnitudine 10,5 în constelația Părul Berenicei.
- Obiectul NGC 85 din New General Catalogue este o galaxie în constelația Andromeda.
- 85 Io, un asteroid din centura principală.
- 85 Pegasi este un sistem de stele multiple în constelația Pegas.
- 85 Ceti este o stea variabilă în constelația Balena.
- 85P/Boethin este o cometă periodică.

## În muzică
- Live/1975–85 este un album de înregistrări live ale lui Bruce Springsteen (1986).
- 80–85 este o compilație de Bad Religion (1991).
- Cupid & Psyche 85 este un album al formației Scritti Politti (1985).
- 45/85 este un documentar TV despre al Doilea Război Mondial.
- 85 este un cântec din albumul Against Da Grain de YoungBloodz (2000).

## În alte domenii
85 se poate referi la:
- Numărul departamentului Vendée din Franța.
- Prefixul telefonic internațional pentru Coreea de Nord.[16]
- Grupul de cifre din codul ISBN pentru cărțile publicate în Brazilia.
- Combustibilul E85 este format din cel mult 85% etanol și restul benzină.
- TI-85, un calculator produs de firma Texas Instruments.